# عظم الكتف

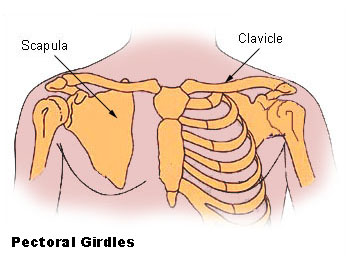
عظام جزء الجذع الصدري بما في ذلك عظمتي لوح الكتف والترقوة

عَظْم الكَتِف أو عظم اللَّوْح أو لوح الكتف (بالإنجليزية: Scapula)‏ عظمة مسطحة زوجية تقع في الجزء الخلفي من منطقة الحزام الكتفي. العظمة كبيرة نسبياً وقريبة من شكل المثلث. وهي تتصل بعظمتي الترقوة والعضد.
يوصل لوح الكتف ما بين عظم العضد (في الذراع) و الترقوة. وكما أن هناك عضدين وترقوتين، فهناك لوح كتف أيمن، وآخر أيسر، وكلاهما صورة معكوسة تقريبا من الآخر.
في الإنسان، يكون لوح الكتف قطعة عظم مسطحة، شبه مثلثية الشكل، وتقع في الجانب الخلفي الوحشي من القفص الصدري.

## التركيب
عظمة الكتف عظمة عريضة مسطحة ترتكز على جدار الصدر الذي يوفر اتصال مناسب لثلاث مجموعات مختلفة من العضلات.

### العضلات
العضلات الداخلية لعظم الكتف تشمل عضلة تحت الكتف، والعضلة المدورة الصغيرة، وعضلة فوق الشوكة، وعضلة تحت الشوكة. تتصل هذه العضلات بسطح عظمة الكتف، وهي مسئولة عن حركة الاستدارة الداخلية والخارجية لمفصل الكتف جنباً إلى جنب مع تبعيد العضد.
بينما تشمل العضلات الخارجية كل من عضلة ذات الرأسين العضدية، وعضلة ثلاثية الرءوس العضدية، والعضلة المثلثة؛ وتتصل بالناتئ الغرابي، والحديبة فوق الحقية، والحديبة تحت الحقية،وجذر شوكة لوح الكتف. وهذه العضلات مسئولة عن عدة حركات لمفصل الكتف.
المجموعة الثالثة من العضلات التي تتصل بعظمة الكتف تشمل العضلة شبه المنحرفة، والعضلة المنشارية الأمامية، والعضلة الرافعة للكتف، والعضلة المعينية. هذه العضلات مسئولة عن استقرار واستدارة عظمة الكتف، وتتصل بها من الحواف اللإنسية والعلوية والسفلية لعظم الكتف.

### النسيج
يتكون كل من رأس عظم الكتف والنواتئ والأجزاء السميكة من العظمة من نسيج عظم إسفنجي، بينما تتكون بقية أجزاء العظمة من طبقة رفيعة من نسيج عظم قشري.

### الأسطح

#### الأمامي
السطح الأمامي للوح الكتف، ويُعرف أيضاُ بالسطح البطناني أو السطح الضلعي، فيه تقعر عريض اسمه حفرة تحت الكتف (بالإنجليزية: subscapular fossa)‏ تتصل عليه عضلة تحت الكتف.
|  |  |  | 1. حفرة تحت الكتف 2. جوف حقاني 3. ناتئ غرابي 4. الأخرم 5. الحافة العلوية للوح الكتف 6. ثلمة فوق عظم الكتف 7. زاوية علوية للكتف 8. الحافة الإنسية 9. زاوية الكتف السفلية 10. زاوية وحشية للكتف 11. حديبة تحت الحقية |
|  |  |  | --- |

#### الخلفي
السطح الخلفي للوح الكتف، ويعرف أيضاً باسم السطح الظهري أو السطح العجزي، يتقوس من أعلى لأسفل، وينقسم إلى قسمين غير متكافئين بواسطة جذر شوكة لوح الكتف. يُطلق على الجزء العلوي منهما حفرة فوق شوكة الكتف (بالإنجليزية: Supraspinatous fossa)‏، وهو أصغر هذين الجزءين، وهو مقعر وأملس ويتسع من حافته الفقارية عنه في حافته العضدية، ويعطي في وسط ثلثيه منشأ عضلة فوق الشوكة. بينما يُطلق على الجزء السفلي حفرة تحت شوكة الكتف (بالإنجليزية: infraspinous fossa)‏، وهو أكبر بكثير من الجزء العلوي، ويظهر من حافته الفقارية تقعر بسيط سطحي في الجزء العلوي، بينما يظهر في وسطه تحدب بارز ناتئ، بينما بالقرب من الحافة الإبطية ثلم عميق يمتد من أعلاه إلى أسفله. ويعطي هذا الجزء في وسط ثلثيه منشأ عضلة تحت الشوكة.
|  |  |  | 1. حفرة فوق شوكة الكتف 2. جذر شوكة لوح الكتف 3. حفرة تحت شوكة الكتف 4. الحافة العلوية 5. زاوية علوية للكتف 6. الحافة الإنسية 7. زاوية الكتف السفلية 8. الحافة الإبطية 9. زاوية وحشية للكتف 10. الأخرم 11. ناتئ غرابي 12. منشأ العضلة المدورة الكبيرة 13. منشأ العضلة المدورة الصغيرة |

#### الجانبي
يشكل الأخرم قمة الكتف، وهو ناتئ كبير الحجم مثلث غلى حد ما أو مستطيل الشكل، وهو مسطح من الخلف للأمام، مائل أفقياً في بدايته ثم مقوس للأمام ولأعلى، ليقع بذلك أعلى الجوف الحقاني
|  |  |  | 1. ناتئ غرابي 2. جوف حقاني 3. حفرة فوق شوكة الكتف 4.الأخرم 5. حفرة تحت شوكة الكتف 6. زاوية الكتف السفلية 7. الحافة الإبطية |

### الحواف
توجد ثلاث حواف لعظم الكتف.

#### الحافة العلوية

الحافة العلوية لعظم الكتف الأيسر، وتظهر باللون الأحمر.

الحافة العلوية(بالإنجليزية: Superior border)‏، وتعرف أيضاً باسم الحافة الضلعية (بالإنجليزية: Costal border)‏؛ هي أقصر وأرفع حواف عظم الكتف. وهي مقعرة تمتد من زاوية الكتف العلوية حتى قاعدة الناتئ الغرابي.

#### الحافة الإبطية

الحافة الإبطية لعظم الكتف الأيسر، وتظهر باللون الأحمر.

الحافة الإبطية(بالإنجليزية: Axillary border)‏، وتعرف أيضاً باسم الحافة الوحشية (بالإنجليزية: Lateral border)‏؛ هي أكثر حواف عظم الكتف سمكاً. ويبدأ من أعلى عند الحافة السفلية للجوف الحقاني، ثم يميل بشكل غير مباشر لأسفل وللخلف حتى زاوية الكتف السفلية.

#### الحافة الإنسية

الحافة الإنسية لعظم الكتف الأيسر، وتظهر باللون الأحمر.

الحافة الإنسية(بالإنجليزية: Medial border)‏، وتعرف أيضاً باسم الحافة الفقارية(بالإنجليزية: Vertebral border)‏؛ هي أطول حواف عظم الكتف. وتمتد من زاوية الكتف العلوية إلى زاوية الكتف السفلية.

### الزوايا
هناك ثلاث زوايا على لوح الكتف:
1. زاوية علوية للكتف ، وهي مغطاة بالعضلة شبه منحرفة.
2. زاوية الكتف السفلية ، وهي مغطاة بالعضلة الظهرية العريضة.
3. زاوية وحشية للكتف ، وهي عريضة وتحمل الجوف الحقاني.

## الوظيفة

### الاتصال بالعضلات
تتصل العضلات التالية بعظم الكتف:
| العضلة                                                                | الاتجاه | منطقة الاتصال       |
| عضلة صدرية صغيرة                                                      | مغرز    | ناتئ غرابي          |
| عضلة غرابية عضدية                                                     | منشأ    | ناتئ غرابي          |
| عضلة منشارية أمامية                                                   | مغرز    | الحافة الإنسية      |
| عضلة ثلاثية الرءوس عضدية (من الرأس الطويلة)                           | منشأ    | حديبة تحت الحقية    |
| عضلة ذات الرأسين العضدية (من الرأس القصيرة)                           | منشأ    | ناتئ غرابي          |
| عضلة ذات الرأسين العضدية (من الرأس الطويلة)                           | منشأ    | حديبة فوق الحقية    |
| عضلة تحت الكتف                                                        | منشأ    | حفرة تحت الكتف      |
| عضلة معينية كبيرة                                                     | مغرز    | الحافة الإنسية      |
| عضلة معينية صغيرة                                                     | مغرز    | الحافة الإنسية      |
| عضلة رافعة للكتف                                                      | مغرز    | الحافة الإنسية      |
| عضلة شبه منحرفة                                                       | مغرز    | جذر شوكة لوح الكتف  |
| عضلة مثلثة                                                            | منشأ    | جذر شوكة لوح الكتف  |
| عضلة فوق الشوكة                                                       | منشأ    | حفرة فوق شوكة الكتف |
| عضلة تحت الشوكة                                                       | منشأ    | حفرة تحت شوكة الكتف |
| عضلة مدورة صغيرة                                                      | منشأ    | الحافة الإبطية      |
| عضلة مدورة كبيرة                                                      | منشأ    | الحافة الإبطية      |
| عضلة ظهرية عريضة (اتصال ضعيف بواسطة عدد من الألياف؛ وقد يعتبر منعدماً) | منشأ    | زاوية الكتف السفلية |
| عضلة كتفية لامية                                                      | منشأ    | الحافة العلوية      |

### الحركة
تنشأ حركات عظم الكتف بواسطة العضلات الكتفية، وهذه الحركات هي الرفع والخفض، والإطالة والانكماش، والتبعيد والتقريب، والتدوير، والقلاب الأمامي والخلفي.

## الدلالة السريرية
بسبب قوة هيكلها وموقعها المحمي؛ فإن كسور الكتف حالات نادرة وليست بشائعة. فعند حدوثها، فإن ذلك يدل على حدوث صدمة شديدة في الصدر.

### الكتف المجنحة

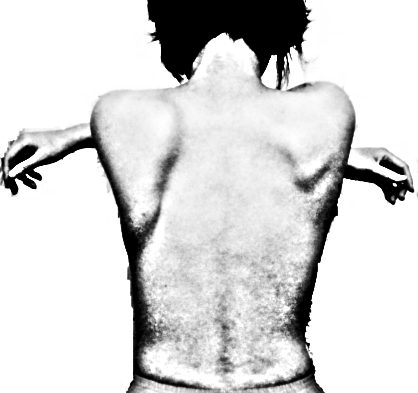
مثال لتجنح الكتف

الكتف المجنحة هي الحالة التي يكون فيها جانبي الكتف قرب الشوكة موجهين نحو الخارج وللخلف؛ حيث يكون مظهر الجزء العلوي من الظهر مثل الجناح. كذلك فإنه عند حدوث ضعف في العضلة المنشارية الأمامية فإن ذلك قد يسبب تجنح الكتف.

## صور

الحزام الصدري - من الأمام.
رسم تخطيطي عظام ذراع الإنسان.
رسم تخطيطي لمفصل الكتف لدى الإنسان، من جهة الأمام.
رسم تخطيطي لمفصل الكتف من الخلف.
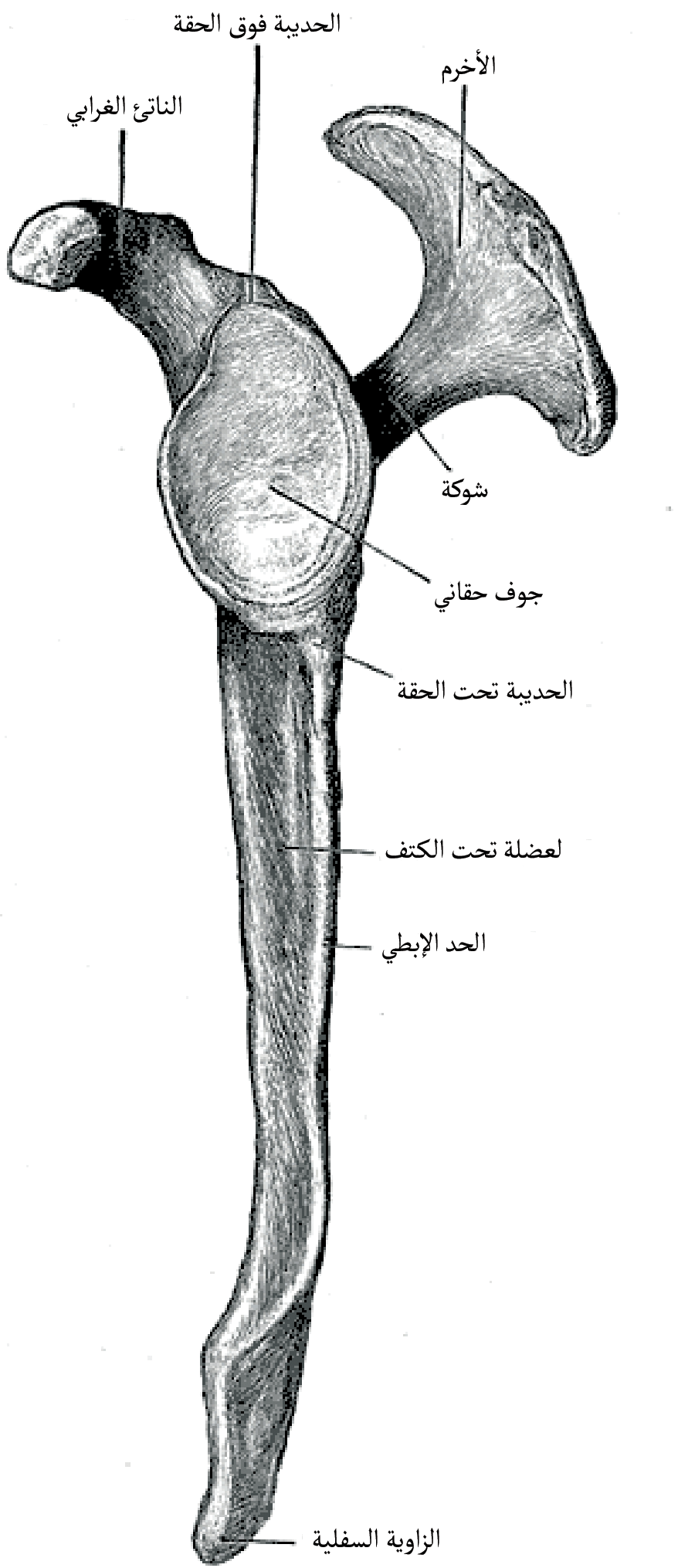
لوح الكتف الأيسر. نظرة جانبية.
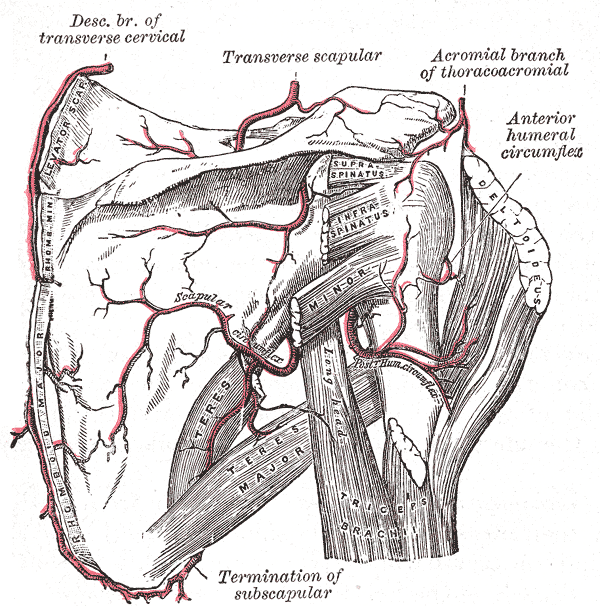
شرايين لوح الكتف والشرايين المنحنية.

## روابط خارجية
- صور تشريحية:10:st-0301 في مركز داونستيت الطبي التابع لجامعة نيويورك - "Joints of the Upper Extremity: Scapula"
- shoulder/bones/bones2 at the مدرسة الطب في دارتموث's Department of Anatomy
- shoulder/surface/surface2 at the مدرسة الطب في دارتموث's Department of Anatomy
- درسٌ تشريحي حول radiographsul مُعدٌ بواسطة ويسلي نورمان (جامعة جورجتاون). (xrayleftshoulder)